# クラリネット・ダモーレ
クラリネット・ダモーレ（英: Clarinet d'amore）は、クラリネットの同属楽器である。

## 概要
ト長調（in G）の移調楽器であり、1740年頃に南ドイツにて登場した。バセット・ホルンより数十年前に存在しており、その他の特徴からバセット・ホルンは、クラリネット・ダモーレから発展したのではないかと推測されている。
ヘッケル社は20世紀初頭までこの楽器を生産していた。現代では、シュヴェンク&セゲルケ社などがクラリネット・ダモーレを復活させようとする動きがあり、記譜ドまで低音が拡張されたものもある。
外観はソプラノクラリネットやバセット・クラリネットに似ているが、ベルがコーラングレに似た洋梨と形容されるような丸型の形状になっている。そのため、特徴的で独特な音色を奏でられる。また、サイズが大きいため湾曲したネックを持ちベルが前方を向いたものもある。